# Rodrigo Jiménez de Rada
Pour les articles homonymes, voir Jiménez.

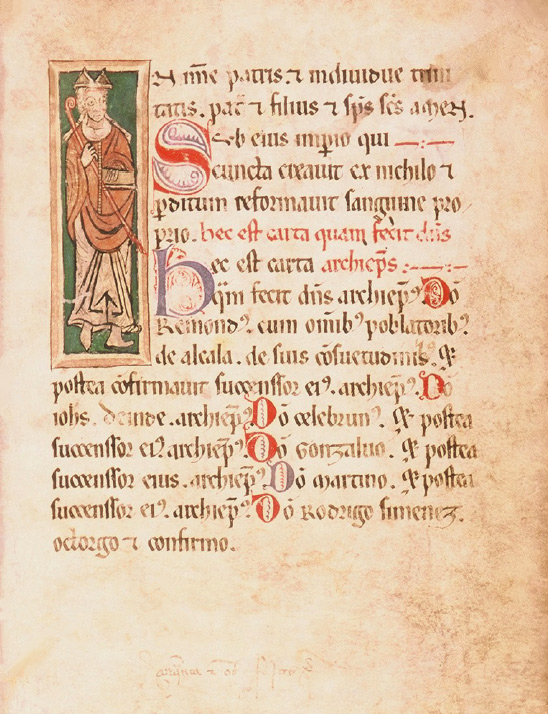
Fuero Viejo extendido de Alcalá de Henares (Rodrigo Jiménez de Rada, 1235).

Rodrigo Jiménez de Rada, Rodrigo Ximénez de Rada ou Rodrigue Chimène en français (Puente la Reina en Navarre, 1170 – Lyon, 10 juin 1247) était un ecclésiastique, chroniqueur et historien navarrais.

## Biographie
Fils de Ximen Perez de Rada et d'Eva de Finojosa, il fit ses études à Bologne (Italie) et Paris, où il a acquis une vaste culture. De retour en Espagne, il fut nommé évêque d’Osma en 1208 et archevêque de Tolède  en 1209. Défenseur de la primauté du siège tolédan. Il a posé la première pierre de la nouvelle cathédrale de style gothique.
Depuis Tolède, il a notamment influencé Alphonse VIII de Castille et Ferdinand III de Castille. 
En 1209, il ordonne la construction du Palais des Archevêques d'Alcalá de Henares.
Il a pris part la préparation diplomatique de la Bataille de Las Navas de Tolosa (1212), contre les almohades, à laquelle il a participa personnellement. Il obtient du pape Innocent III, qu'il décrète la croisade contre les Almohades, avec les mêmes indulgences pour les croisés que celles accordées aux combattants de Terre sainte.
En  1217, il reçut des mains du pape Honorius III l'ordre d'organiser la croisade de tous les royaumes chrétiens contre les musulmans, en qualité de légat pontifical. Il a échoué dans ses expéditions contre Cáceres (1217) et Requena (1218).
En 1231, sous Ferdinand III de Castille, il conquit avec ses troupes les villes de Quesada et de Cazorla, dans l'actuelle province de Jaén. 
Après la conquête de Valence en 1238 par Jacques Ier d'Aragon, il réclama la juridiction de Tolède sur cette ville. Il est décédé à Lyon, de retour d'un voyage qu'il avait fait à Rome pour rencontrer le pape Innocent IV.

## Œuvres
Cet ecclésiastique et homme d'armes, a été un chroniqueur de son temps. Son œuvre la plus connue est l’Historia gothica, connue comme le De rebus Hispaniae,, Cronicón de las cosas sucedidas en España (Chronique des choses arrivées en Espagne), Historia Arabum ou la Crónica del toledano (la  chronique du Tolédan), dans laquelle il décrit l'histoire de la péninsule ibérique des origines jusqu'en 1243.
Il a aussi rédigé :
- Histoire des Huns et des Vandales
- Histoire des Arabes, de 770 à 1150
- Histoire de Rome, de Janus jusqu'à l'an de la république 708